# Charles Nodier
Charles Nodier, vlastním jménem Jean-Charles Emmanuel Nodier (29. dubna 1780, Besançon – 27. ledna, 1844, Paříž) byl francouzský romantický prozaik, básník, kritik a knihovník, člen Francouzské akademie a nositel Řádu čestné legie. Vydal dvě sbírky básní, je autorem povídek a novel s tajuplnými náměty a významně se zapsal do bojů o romantismus.

## Život

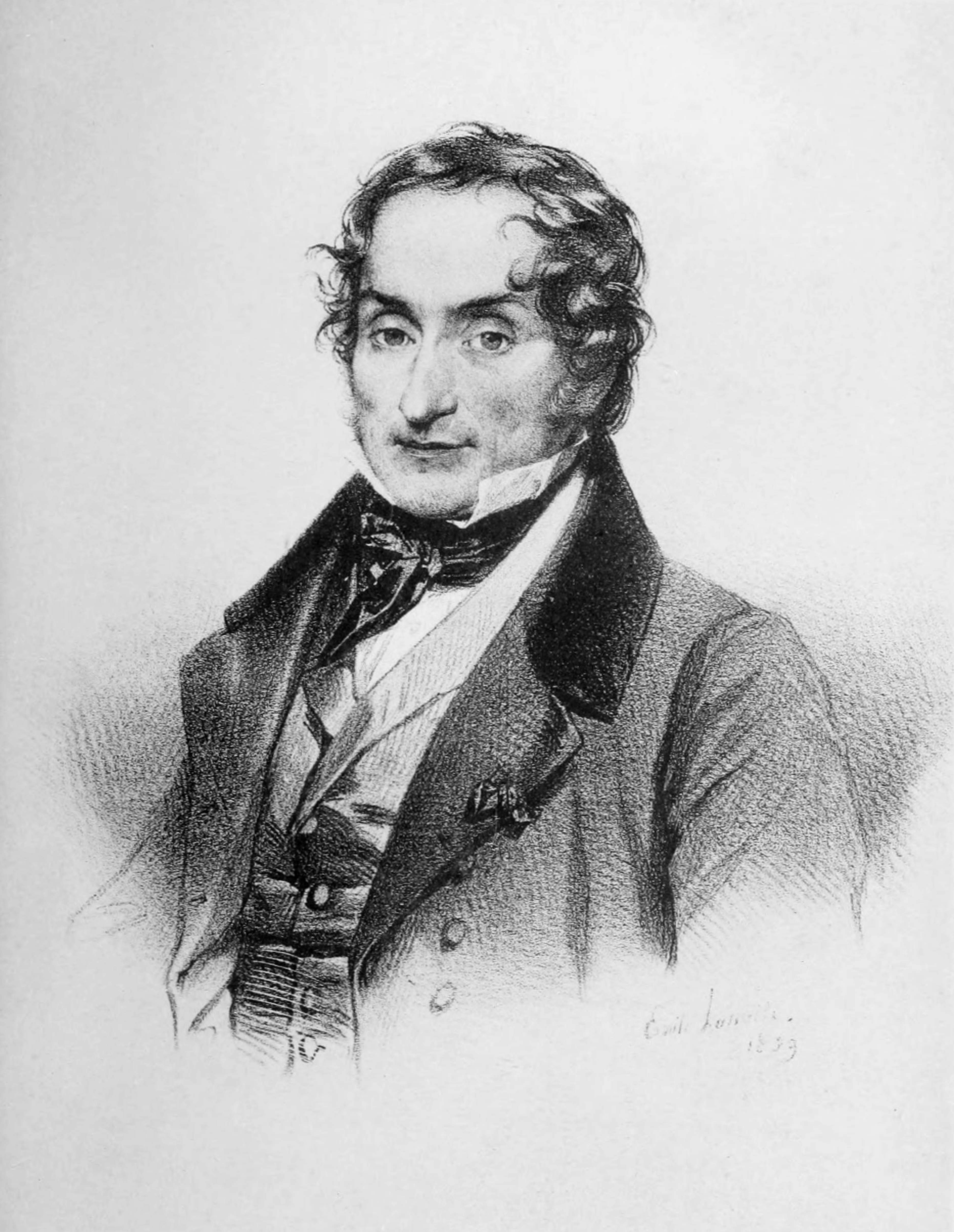
Charles Nodier, litografie z roku 1827

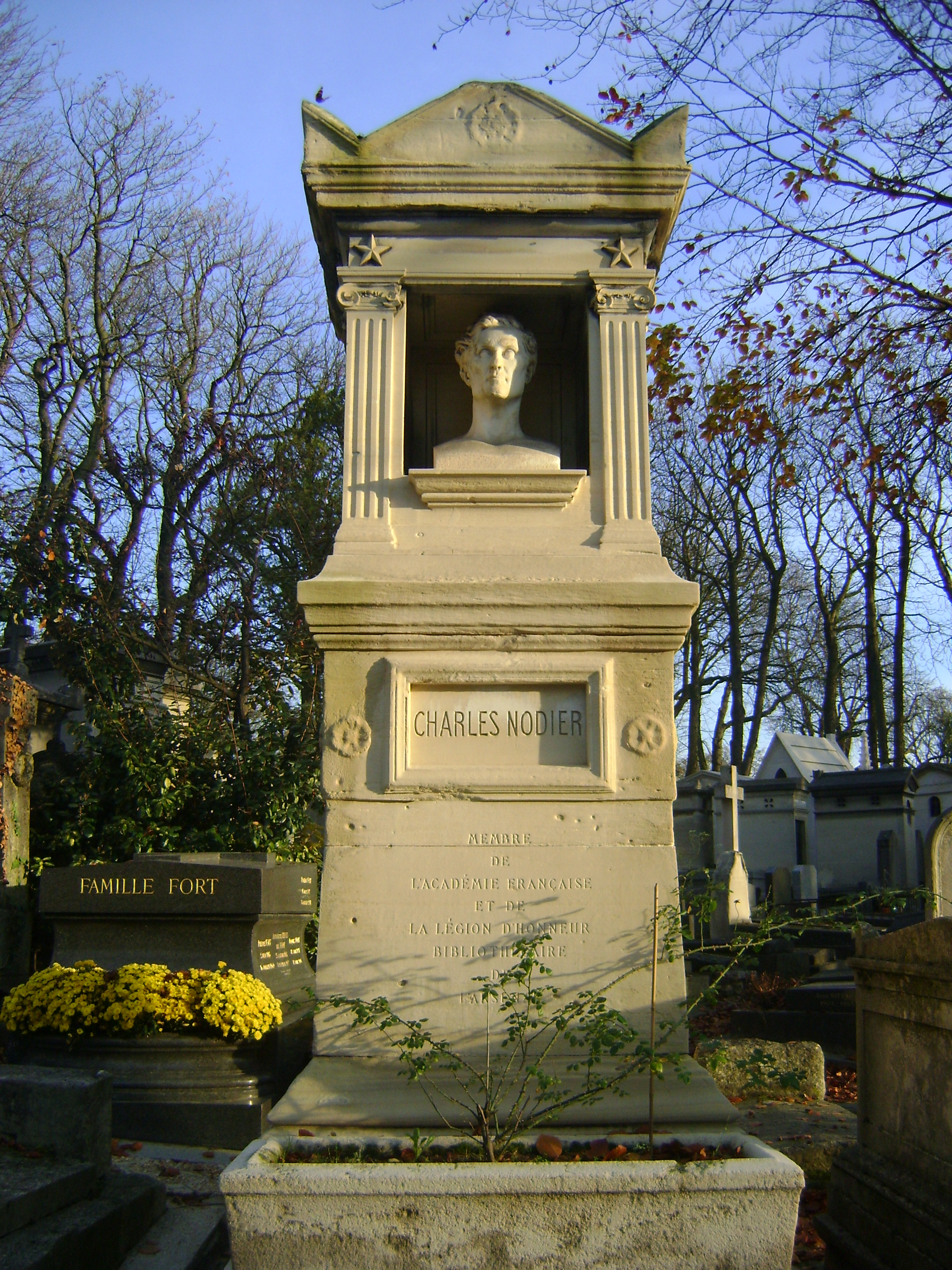
Nodierův hrob na hřbitově Père-Lachaise

Narodil se jako nemanželský syn advokáta, později starosty Besançonu a soudce revolučního tribunálu. Byl zázračné dítě, ve dvanácti letech měl již projevy před jakobínským Spolkem přátel ústavy (Société des amis de la Constitution). Věnoval se přírodním vědám (zvláště entomologii), dějinám literatury i lingvistickým teoriím. Roku 1802 složil básnický pamflet proti Napoleonovi, byl pronásledován a často musel měnit místa svého pobytu. Nějaký čas byl učitelem literatury, později tajemníkem bohatého Angličana. Později se ale stal Napoleonovým příznivcem.
Roku 1812 byl jmenován císařským redaktorem a knihovníkem v Ilyrských provinciích, kde se inspiroval tradicemi a lidovou slovesností a v Lublani vedl francouzský deník Télégraphe officiel des Provinces Illyriennes. Roku 1813 se usadil v Paříži, v roce 1824 se stal knihovníkem Arsenalu (Bibliothèque de l'Arsenal), roku 1829 obdržel Řád čestné legie a roku 1833 byl zvolen do Francouzské akademie. Ve dvacátých letech se u něho scházela společnost romantických básníků (Victor Hugo, Alfred de Vigny a Alfred de Musset). Je pohřben na pařížském hřbitově Père-Lachaise.
Nodier významně přispěl k vytváření francouzského romantismu a jeho estetiky. Byl vychován osvícenskou filozofií, nesouhlasil s Chatebriandovou mystikou křesťanství a naopak zdůrazňoval úlohu svobody, imaginace a citu. Sám psal básně, romány, povídky a novely (především fantastické, jimiž navázal na Jacquese Cazotta), odborná pojednání, eseje a úvahy, v nichž se zamýšlel nad úlohou snu a fantastična v životě lidí a v umění.

## Dílo (výběr)

### Krásná literatura
- Stella, ou Les Proscrits (1802, Stella aneb Psanci), román.
- Le Dernier Chapitre de Mon Roman (1803, Poslední kapitola mého románu), román.
- Le Peintre de Salzbourg. Journal des Émotions d’un Cœur Souffrant (1803, Malíř salcburský. Deník emocí trpícího srdce), román psaný formou deníku, ve kterém autor zpracoval wertherovský román nešťastné lásky.
- Une Heure ou la Vision (1806, Hodina aneb Vidění).
- Jean Sbogar, Histoire d’un Bandit Illyrien Mysterious (1818), politický gotický román odehrávající se v Ilyrii, ve kterém autor zpracoval téma bandity, který je zároveň benátským šlechticem a který se snaží sociální nespravedlnost napravovat tím, že olupuje boháče a obdarovává chudé.
- Thérèse Aubert, Roman d’Amour Pendant les Guerres Vendéennes (1819, Tereza Aubertová), novela, milostný příběh odehrávající se během francouzské revoluce.
- Adèle (1820, Adéla), novela napsaná formou dopisů.
- Le Vampire (1820, Upír), divadelní hra, volná adaptace románu Johna Polidoriho.
- Lord Ruthwen, ou Les Vampires (1820), hororový román, pokračování románu Johna Polidoriho.
- Bertam (1821), divadelní hra, tragédie.
- Smarra, ou les Démons de la Nuit (1821, Mora aneb Démoni noci), novela, autorovo nejslavnější dílo. Slovo Smarra v originálním názvu je převzato z dalmatského výrazu pro noční běsy. V této novele dal autor volný průchod děsivým obrazům, sužujícím jeho podvědomí.
- Trilby, ou le Lutin d’Argail, conte fantastique (1822, Trilby aneb Argailský rarášek), fantastická povídka odehrávající se ve Skotsku o raráškovi, který se zamiloval do mladé paní, v jejímž domě přebýval.
- Les Aveugles de Chamouny (1830, Slepci ze Chamouny), povídka.
- Le Bibliomane (1831, Biblioman), povídka.
- Polichinelle (1831), povídka.
- Jean-François les Bas-Bleus (1832, Jean-Francois Modrá punčocha), povídka.
- La Fée aux Miettes (1832, Drobečková víla), satirický pohádkový román, odehrávající se ve Skotsku.
- Franciscus Columna (1832), povídka.
- Mademoiselle de Marsan (1832, Slečna de Marsan), gotický román.
- Histoire d’Hélène Gillet (1832, Historie Heleny Gilletové), povídka.
- Trésors des Fèves et Fleurs des Pois (1833, Bobový poklad a hráškový květ), povídka.
- La combe de l'homme mort (1833, Úval mrtvého muže), povídka.
- Baptiste Montauban ou l’idiot (1933, Baptiste Montauban ou l’idiot aneb Idiot), povídka.
- Des Hallucinations et des Songes en Matière Criminal (1835), esej.
- Paul ou la Ressemblance (1836, Paul aneb Podobnost).
- Inès de Las Sierras (1837), fantastická povídka odehrávající se v ponurém zámku obestřeném podivným tajemstvím.
- Les quatre talismans (1838, Čtyři talismany), pohádková novela.
- La légende de sœur Béatrix (1838, Legenda o sestře Beatrix).
- La Neuvaine de la Chandeleur (1839, Devítník), povídka.
- Lydie ou la résurrection (1839, Lydie aneb Zmrtvýchvstání), povídka.
- L'Amateur de livres (1841), povídka.
- Histoire du chien de Beisquet (1844, Příběh Brisquetova psa), povídka.

### Odborné práce
- Dissertation sur l'usage des antennes dans les insectes (1798, Pojednání o užívání tykadel u hmyzu).
- Bibliographie Entomologique (1801, Bibliografie entomologie).
- Dictionnaire Raisonné des Onomatopées Françaises (1808, Výkladový slovník francouzských onomatopoí).
- Questions de littérature légale (1812, Otázky právní literatury).
- Dictionnaire Universal de la Langue Francaise (1823, Univerzální slovník francouzského jazyka).
- Examen critique des Dictionnaires de la langue française (1828, Kritický rozbor slovníků francouzského jazyka).
- Du Fantastique en Littérature (1830, O fantastičnu v literatuře), studie.

## Filmové adaptace
- La légende de sœur Béatrix (1923, Legenda o sestře Beatrix), francouzský němý film vytvořený na základě Nodierovy povídky a hry Mauriceho Maeterlincka, režie Jacques de Baroncelli.

## Česká vydání
- Úval zabitého, obsaženo ve 49. svazku série 1000 nejkrásnějších novell, Josef Richard Vilímek, Praha 1913.
- Biblioman, časopis Knihomil, Královské Vinohrady 1918, přeložil Jarmil Krecar, znovu 1928.
- Čtyři talismany, románová příloha Nových illustrovaných listů, Brno 1922, přeložil Josef Pražák.
- Franciscus Columna, Ludvík Bradáč, Praha 1924, přeložila Božena Polívková.
- Čtyři talismany, SNDK, Praha 1963, přeložili Marie a Jan Holických.
- Trilby aneb Argailský rarášek, Volvox Globator, Praha 1997, přeložil Jiří Našinec.
- Úval mrtvého muže, Havran, Praha 2006, přeložil Jiří Našinec, svazek obsahuje příběhy Úval mrtvého muže, Inès de Las Sierras a Devítník.
- Démoni noci, Havran, Praha 2016, přeložil Jiří Našinec, svazek obsahuje příběhy Mora aneb Démoni noci, Slepci ze Chamouny, Baptiste Montauban a Lydie aneb Zmrtvýchvstání